# Olympische Sommerspiele 2020/Triathlon – Einzel (Frauen)
Der Triathlon der Frauen bei den Olympischen Spielen 2020 in Tokio wurde am 27. Juli 2021 ab ca. 6:45 Uhr Ortszeit (26. Juli 2021, 23:45 Uhr MESZ) ausgetragen. Der Wettkampf fand im Odaiba Marine Park statt.
Siegerin wurde Flora Duffy aus Bermuda vor der Britin Georgia Taylor-Brown und US-Amerikanerin Katie Zaferes. Duffy gewann die erste Goldmedaille in der olympischen Geschichte Bermudas.

## Streckenverlauf
Der Triathlon fand im Odaiba Marine Park statt, deren Gesamtlänge 51,5 Kilometer betrug und über eine flache Strecke führte. Die Triathletinnen begannen mit einer 1,5 Kilometer langen Schwimmstrecke, die aus einer 950 Meter langen Runde und einer kürzeren 550 Meter langen Runde bestand. Danach ging es auf die 40 Kilometer lange Radstrecke, die aus acht Runden auf einem 5 Kilometer langen Kurs bestand. Schließlich beendeten die Triathletinnen die 10 Kilometer lange Laufstrecke mit vier Runden à 2,5 Kilometern. An der Ziel-Linie war die Wechselzone.

## Rennverlauf
Aufgrund der extremen Wetterbedingungen – starker Regen und Wind – wurde der Start um etwa 15 Minuten nach hinten verschoben. Nach der Schwimmstrecke setzte sich eine siebenköpfige Gruppe ab, bestehend aus Flora Duffy (Bermuda), Jessica Learmonth (Großbritannien), Katie Zaferes (USA), Georgia Taylor-Brown (Großbritannien), Vittoria Lopes (Brasilien), Summer Rappaport (USA) und Laura Lindemann (Deutschland). Nach 10 Kilometer auf dem Rad betrug der Abstand zwischen der siebenköpfige Spitzengruppe und dem zehnköpfigen Verfolgerfeld bei 1:04 Minute. Zuerst verlor Summer Rappaport den Anschluss an die Spitzengruppe, dann Vittoria Lopes. Kurz vor dem zweiten Wechsel verlor Georgia Taylor-Brown wegen eines platten Reifens den Anschluss an die Spitzengruppe. Nach dem ersten Kilometer auf der Laufstrecke konnte Duffy sich erfolgreich von den anderen Athletinnen absetzen und rannte als Solistin weiter. Nach der ersten Runde des Laufs lag Duffy auf Platz eins, Zaferes auf Platz zwei (+ 0:17 min), Taylor-Brown auf Platz drei (+ 0:26 min) und Lindemann auf Platz vier (+ 0:38 min). In der vierten Runde überholte Taylor-Brown die US-Amerikanerin Zaferes. Nach 1:55:36 h überquerte Flora Duffy als Erste die Ziellinie und holte sich die Goldmedaille. Georgia Taylor-Brown sicherte sich die Silbermedaille (+ 1:14 min) und Katie Zaferes komplettierte das Podium mit Bronze (+ 1:27 min).
Die Japanerin Niina Kishimoto, die ROC-Athletin Anastassija Gorbunowa und die Neuseeländerin Ainsley Thorpe stürzten alle in der ersten Runde der Radstrecke und mussten das Rennen aufgeben. Die Mexikanerin Cecilia Pérez hatte in der vierten Runde der Radstrecke eine Reifenpanne. Nach dem Reifenwechsel in der Radstation gab sie das Rennen schließlich auf. Die Chinesin Mengying Zhong, die Estin Kaidi Kivioja und die Ägypterin Basmla Elsalamoney wurden in der sechsten Runde der Radstrecke überrundet. Neun weitere Triathletinnen wurden auf der letzten Runde der Radstrecke überrundet, da sie den Korridor zur Wechselzone nicht vor der Führendin erreichten.
Nur wenige Stunden vor dem Rennen wurde die zuvor qualifizierte ukrainische Triathletin Julija Jelistratowa wegen eines auf EPO positiven Dopingtest vom 5. Juni 2021 von den Olympischen Sommerspielen 2020 ausgeschlossen.

## Ergebnis
Anmerkung: Es gab keine Startnummer 13. Die Gesamtzeit beinhaltet auch die Wechselzeiten.
| Rang                                        | Athletin               | Nation             | Schwimmen  | Radfahren | Laufen     | Gesamt   | Defizit    |
| Rang                                        | Athletin               | Nation             | Zeit (min) | Zeit (h)  | Zeit (min) | Zeit (h) | Zeit (min) |
| ------------------------------------------- | ---------------------- | ------------------ | ---------- | --------- | ---------- | -------- | ---------- |
| 1                                           | Flora Duffy            | Bermuda            | 18:32      | 1:02:49   | 33:00      | 1:55:36  | –          |
| 2                                           | Georgia Taylor-Brown   | Großbritannien     | 18:31      | 1:03:11   | 33:52      | 1:56:50  | 0+ 1:14    |
| 3                                           | Katie Zaferes          | Vereinigte Staaten | 18:28      | 1:02:51   | 34:27      | 1:57:03  | 0+ 1:27    |
| 4                                           | Rachel Klamer          | Niederlande        | 19:17      | 1:03:05   | 34:09      | 1:57:48  | 0+ 2:12    |
| 5                                           | Léonie Périault        | Frankreich         | 19:13      | 1:03:13   | 34:06      | 1:57:49  | 0+ 2:13    |
| 6                                           | Nicola Spirig          | Schweiz            | 19:32      | 1:02:50   | 34:28      | 1:58:05  | 0+ 2:29    |
| 7                                           | Alice Betto            | Italien            | 19:14      | 1:03:11   | 34:42      | 1:58:22  | 0+ 2:46    |
| 8                                           | Laura Lindemann        | Deutschland        | 18:36      | 1:02:46   | 35:38      | 1:58:24  | 0+ 2:52    |
| 9                                           | Jessica Learmonth      | Großbritannien     | 18:24      | 1:02:56   | 35:51      | 1:58:28  | 0+ 2:56    |
| 10                                          | Valerie Barthelemy     | Belgien            | 19:18      | 1:03:17   | 35:12      | 1:58:49  | 0+ 3:13    |
| 11                                          | Maya Kingma            | Niederlande        | 19:20      | 1:03:03   | 35:36      | 1:59:16  | 0+ 3:40    |
| 12                                          | Zsanett Bragmayer      | Ungarn             | 19:19      | 1:03:07   | 36:18      | 2:00:00  | 0+ 4:24    |
| 13                                          | Vicky Holland          | Großbritannien     | 19:12      | 1:05:24   | 34:20      | 2:00:10  | 0+ 4:34    |
| 14                                          | Summer Rappaport       | Vereinigte Staaten | 18:29      | 1:03:58   | 36:35      | 2:00:19  | 0+ 4:43    |
| 15                                          | Amelie Kretz           | Kanada             | 19:39      | 1:04:56   | 34:41      | 2:00:33  | 0+ 4:57    |
| 16                                          | Taylor Knibb           | Vereinigte Staaten | 19:52      | 1:04:42   | 35:06      | 2:00:59  | 0+ 5:23    |
| 17                                          | Simone Ackermann       | Südafrika          | 19:08      | 1:03:17   | 37:30      | 2:01:14  | 0+ 5:38    |
| 18                                          | Yūko Takahashi         | Japan              | 19:10      | 1:03:15   | 37:40      | 2:01:18  | 0+ 5:42    |
| 19                                          | Jolanda Annen          | Schweiz            | 19:32      | 1:05:04   | 35:36      | 2:01:31  | 0+ 5:55    |
| 20                                          | Verena Steinhauser     | Italien            | 19:42      | 1:04:52   | 35:56      | 2:01:47  | 0+ 6:11    |
| 21                                          | Miriam Casillas García | Spanien            | 19:46      | 1:04:50   | 36:00      | 2:01:52  | 0+ 6:16    |
| 22                                          | Melanie Santos         | Portugal           | 19:32      | 1:05:07   | 36:13      | 2:02:06  | 0+ 6:30    |
| 23                                          | Carolyn Hayes          | Irland             | 20:10      | 1:06:04   | 34:43      | 2:02:10  | 0+ 6:34    |
| 24                                          | Lotte Miller           | Norwegen           | 19:58      | 1:04:35   | 36:40      | 2:02:43  | 0+ 7:07    |
| 25                                          | Bárbara Riveros Díaz   | Chile              | 19:45      | 1:04:54   | 36:40      | 2:02:46  | 0+ 7:10    |
| 26                                          | Emma Jeffcoat          | Australien         | 19:06      | 1:03:18   | 39:13      | 2:02:57  | 0+ 7:21    |
| 27                                          | Lisa Perterer          | Österreich         | 20:03      | 1:06:14   | 35:26      | 2:03:00  | 0+ 7:24    |
| 28                                          | Vittoria Lopes         | Brasilien          | 18:26      | 1:03:56   | 39:21      | 2:03:09  | 0+ 7:33    |
| 29                                          | Nicole Van der Kaay    | Neuseeland         | 19:35      | 1:05:02   | 37:34      | 2:03:26  | 0+ 7:50    |
| 30                                          | Petra Kuříková         | Tschechien         | 19:55      | 1:06:26   | 36:32      | 2:04:10  | 0+ 8:34    |
| 31                                          | Anabel Knoll           | Deutschland        | 20:05      | 1:06:14   | 37:11      | 2:04:45  | 0+ 9:09    |
| 32                                          | Luisa Baptista         | Brasilien          | 20:12      | 1:06:04   | 38:00      | 2:05:32  | 0+ 9:56    |
| 33                                          | Romina Biagioli        | Argentinien        | 20:09      | 1:06:06   | 40:06      | 2:07:42  | + 12:06    |
| 34                                          | Claire Michel          | Belgien            | 19:40      | 1:06:34   | 43:37      | 2:11:05  | + 15:29    |
| –                                           | Angelica Olmo          | Italien            | 20:15      | 1:06:01   | DNF        | DNF      | DNF        |
| –                                           | Elizabeth Bravo        | Ecuador            | 20:15      | LAP       | LAP        | LAP      | LAP        |
| –                                           | Ashleigh Gentle        | Australien         | 20:07      | LAP       | LAP        | LAP      | LAP        |
| –                                           | Vendula Frintová       | Tschechien         | 20:16      | LAP       | LAP        | LAP      | LAP        |
| –                                           | Jaz Hedgeland          | Australien         | 19:44      | LAP       | LAP        | LAP      | LAP        |
| –                                           | Anna Godoy Contreras   | Spanien            | 20:12      | LAP       | LAP        | LAP      | LAP        |
| –                                           | Zsófia Kovács          | Ungarn             | 20:30      | LAP       | LAP        | LAP      | LAP        |
| –                                           | Gillian Sanders        | Südafrika          | 20:18      | LAP       | LAP        | LAP      | LAP        |
| –                                           | Alexandra Rasarjonowa  | ROC                | 20:17      | LAP       | LAP        | LAP      | LAP        |
| –                                           | Joanna Brown           | Kanada             | 19:15      | LAP       | LAP        | LAP      | LAP        |
| –                                           | Zhong Mengying         | China              | 19:53      | LAP       | LAP        | LAP      | LAP        |
| –                                           | Kaidi Kivioja          | Estland            | 21:40      | LAP       | LAP        | LAP      | LAP        |
| –                                           | Basmla Elsalamoney     | Ägypten            | 20:41      | LAP       | LAP        | LAP      | LAP        |
| –                                           | Cecilia Pérez          | Mexiko             | 20:05      | DNF       | DNF        | DNF      | DNF        |
| –                                           | Cassandre Beaugrand    | Frankreich         | 19:37      | DNF       | DNF        | DNF      | DNF        |
| –                                           | Ainsley Thorpe         | Neuseeland         | 19:15      | DNF       | DNF        | DNF      | DNF        |
| –                                           | Anastassija Gorbunowa  | ROC                | 19:37      | DNF       | DNF        | DNF      | DNF        |
| –                                           | Niina Kishimoto        | Japan              | 19:48      | DNF       | DNF        | DNF      | DNF        |
| –                                           | Claudia Rivas          | Mexiko             | DNF        | DNF       | DNF        | DNF      | DNF        |
| –                                           | Julia Hauser           | Österreich         | DNF        | DNF       | DNF        | DNF      | DNF        |
| Teilnehmerliste und Offizielles Endergebnis |                        |                    |            |           |            |          |            |